# تولستایا دوبرووا
تولستایا دوبرووا (به لاتین: Tolstaya Dubrova) یک منطقهٔ مسکونی در روسیه است که در سرزمین آلتای واقع شده‌است.